# أنطونيو مورا
أنطونيو مورا مونتانير ((بالكتالونية: Antoni Maura Montaner)‏; 2 مايو 1853 – 13 ديسمبر 1925) كان رئيسا لوزراء إسبانيا خمس مرات منفصلة في عهد ألفونسو الثالث عشر: 5 ديسمبر 1903 – 16 ديسمبر 1904، 25 يناير 1907 – 21 أكتوبر 1909، 22 مارس 1918 – 9 نوفمبر 1918، 14 أبريل 1919 – 20 يوليو 1919، 13 أغسطس 1921 – 8 مارس 1922.

## بداية حياته والتعليم
ولد مورا في ميورقة بمايوركا إحدى جزر البليار. وأكمل دراسته في مدريد.

## زواجه واسرته
تزوج مورا كونستانسيا غامازو إي كالفو شقيقة جيرمان غامازو إي كالفو وذلك سنة 1878. وانجب منها عدة أبناء وبنت (انظر أدناه)، وكثير منهم كان له دورا بارزا في التاريخ الاسباني والأوروبي.

## الحياة السياسية
دخل مورا خنيرال كورتيس سنة 1881 باعتباره ممثل مايوركا الليبرالي عن حزب المحافظين-الليبرالي. ثم انتخب سنة 1886 نائبا لرئيس مجلس النواب.
أنشأ مورا المعهد الإسباني للإعانات بصفته رئيسا للوزراء، وحاول تنفيذ خطة إصلاح ولكن واجه معارضة من الليبراليين. وخرج من السلطة بعد قمعه انتفاضة في برشلونة سنة 1909 وسمي الأسبوع المأساوي. وأدى اعدام فرانسيسك فيرير المتهم بقيادة انتفاضة الأسبوع المأساوي موجة من الاحتجاجات في جميع أنحاء أوروبا واسبانيا وفي القارة الأمريكية مما ساهم بسقوط حكومة مورا.
اعتبر مورا بطلا عند حركة الشباب المذهب الموري، الذي أرادوه رئيسا جديدا لدولة إسبانيا في وقت استياء كبير على الملك ألفونسو الثالث عشر. طموح مورا هذا جعلته يسقط أمام الملك. وقد ترأس مورا لاحقا وزارات متحالفا مع أطراف أخرى (1918، 1919، 1921-22)، لكنه لم يفعل شيئا لمنع الأساليب غير الدستورية. ثم دعم العديد من أتباعه بعد ذلك ديكتاتورية ميغيل بريمو دي ريفيرا، لكنه ظل بعيدا عن كل من بريمو دي ريفيرا والملك ألفونسو الثالث عشر. وقد دخل مورا أولا الساحة السياسية لمحاربة ثقافة «الزعماء المحليين» التي اعتبرها سرطان الثقافة السياسية الإسبانية والعقبة الرئيسية أمام المؤسسات الديمقراطية الأصيلة.
توفي مورا في توريلودونيس بمدريد في 1925.

## سلالته
- غابرييل مورا غمازو (ابن) دوق مورا الأول، مؤرخ ووزير العمل في آخر حكومة لعهد ألفونسو الثالث عشر
- أونوريو مورا غامازو (ابن) كاتب مسرحي ونائب ملكي. قتلته الميليشيات اليسارية في بداية الحرب الأهلية الإسبانية 1936.
- ميغيل مورا (ابن) وزير الأمن في أول وزارة في الجمهورية الإسبانية الثانية.
- سوزان مورا غامازو (ابنة) زوجة الحاكم خوزيه ماريا سمبران وانجبت منه جورج وكارلوس سمبران.
- جورج سمبران (حفيد) روائي وشيوعي ووزير الثقافة خلال رئاسة الوزراء فيليبي غونثاليث.
- كارلوس سمبران (حفيد) كاتب وصحفي. وهو أخ جورج، فقد كان كليهما قد قضيا فترة طويلة في فرنسا حيث هرب إليها والدهما مع عائلته بعد خسارة الجمهوريون في الحرب الأهلية الإسبانية.
- خايمي سمبران (ابن حفيد) كاتب ومحلل ومترجم.
- ريكاردو سمبران (ابن حفيد) دبلوماسي اسباني.
- بابلو سمبران. (ابن حفيد) لاعب تنس أرضي محترف. أخذ بطولة إسبانيا 4 مرات
- خايمي تشافاري (ابن حفيد) مخرج أفلام.

## روابط خارجية
- أنطونيو مورا على موقع الموسوعة البريطانية (الإنجليزية)